# Vagotonie
Vagotonie je zvýšené působení parasympatického nervového systému, jehož vlákna jsou součástí nervu vagu. Je výrazem převahy vlivu parasympatické větve autonomního nervového systému nad sympatikem. Projevuje se zpomalením srdeční frekvence - bradykardií, mírně prodloužen může být i převod signálu mezi srdečními síněmi a komorami.
Vagotonie se nejčastěji vyskytuje u vytrvalostních sportovců. Klidová srdeční frekvence je u trénovaných nižší než u netrénovaných. Byly pozorovány extrémně nízké SF pohybující se mezi 30–35 tepy http://is.muni.cz/elportal/estud/fsps/js07/fyzio/texty/ch05s01.html].